# حنان بلخي
حنان بلخي (ولدت عام 1966م في أمريكا) طبيبة وأكاديمية وخبيرة أوبئة سعودية، عُينت مديراً إقليمياً منتخباً لمكتب منظمة الصحة العالمية لإقليم شرق المتوسط في أكتوبر 2023م. وشغلت قبل ذلك العديد من المناصب القيادية منها: منصب المدير العام المساعد لمنظمة الصحة العالمية لشؤون مقاومة مضادات الميكروبات في جنيف منذ مايو 2019م، ومنصب المديرة التنفيذية للوقاية من العدوى ومكافحتها لدى وزارة الحرس الوطني في السعودية. وهي حاصلة على العديد من الجوائز منها: جائزة الأميرة نورة بنت عبدالرحمن للتميز النسائي عام 2019م.

## التعليم
- حصلت على البكالوريوس في الطب مع مرتبة الشرف الأولى من جامعة الملك عبد العزيز عام 1992م.
- الزمالة في مجال الأمراض المعدية للأطفال في مستشفى كليفلند كلينك في مدينة كليفلند بالتعاون مع مستشفى جامعة كيس ويسترن ريزيرف عام 1999م.
- أكملت دراستها في تخصص الأطفال طبيبة مقيمة في مستشفى ماستشوستس العام في هارفارد في بوسطن بالولايات المتحدة.
- حصلت على الماجستير في التعليم الطبي من جامعة الملك سعود بن عبد العزيز للعلوم الصحية عام 2009م.[5][6]

## العمل والمناصب
- عينت مديراً إقليمياً منتخباً لمكتب منظمة الصحة العالمية لإقليم شرق المتوسط في أكتوبر 2023م.[7][8]
- المدير العام المساعد لمنظمة الصحة العالمية لشؤون مقاومة مضادات الميكروبات في جنيف منذ مايو 2019م.[7]
- المديرة التنفيذية للوقاية من العدوى ومكافحتها لدى وزارة الحرس الوطني في السعودية.
- أستاذة أمراض الأطفال المعدية في جامعة الملك سعود بن عبد العزيز للعلوم الصحية.
- أول رئيسة لإدارة أبحاث الأمراض المعدية في مركز الملك عبد الله العالمي للأبحاث الطبية في الرياض.
- عضو في اللجنة الوطنیة لمكافحة العدوى في وزارة الصحة.
- عضو الجنة الوطنیة للأمصال والتطعیمات في وزارة الصحة.
- عضو اللجنة الوطنیة للأمراض المعدیة في وزارة الصحة.
- عضو اللجنة الوطنیة لمقاومة المضادات الحیویة في وزارة الصحة.
- عضو في الجمعیة السعودیة للأمراض المعدیة لدى الأطفال.
- عضو في لجنة المتابعة والإشراف على مبادرات الصحة العامة في المجلس الصحي السعودي.
- عضو في منتخب جمعیة شمال أمریكا لعدوى المنشآت الصحیة.(ICPIC) من عام 2010م.
- عضو اللجنة العلمیة للمؤتمر العالمي لمكافحة العدوى.(ESCMID) كزمیلة منتخبة أبدیة منذ عام 2016م.
- عضو الجمعیة الأوروبیة للمایكروبایولوجي والأمراض المعدیة.
- عضو لجنة مراجعة لوائح الصحة العالمیة المتعلقة بوباء فیروس إیبولا في منظمة الصحة العالمیة (WHO).[5][9]

## العائلة
زوجها الطبيب أيمن الخضراء، ووالدها الدكتور حسن بلخي الذي عمل أستاذاً للاقتصاد في جامعة الملك عبد العزيز.

## الجوائز
- جائزة الباحث سنة 2009م، وجائزة الباحث المتقدم من مركز الملك عبد الله العالمي للأبحاث الطبية في جامعة الملك سعود بن عبد العزيز للعلوم الصحية عام 2013م.[10]
- حصلت على الجائزة العالمية من SHEA عام 2012م.[5]
- حصلت على جائزة الأميرة نورة بنت عبدالرحمن للتميز النسائي في دورتها الثانية في حقل العلوم الصحية عام 2019م.[4][11]

## روابط خارجية
- دكتورة حنان بلخي 16 عاما في محاربة الفيروسات المعدية ... وسيدتي تسلط الضوء على مسيرتها و إنجازاتها